# Mount Duemler
Mount Duemler är ett berg i Antarktis. Det ligger i Västantarktis. Argentina, Chile och Storbritannien gör anspråk på området. Toppen på Mount Duemler är 2 271 meter över havet.
Terrängen runt Mount Duemler är kuperad åt sydost, men åt nordväst är den platt. Mount Duemler är den högsta punkten i trakten. Trakten är obefolkad. Det finns inga samhällen i närheten.